# Ga Minami-Kusatsu
Ga Minami-Kusatsu (南草津駅 Minami-Kusatsu-eki) là một ga tàu trên Tuyến Tokaido (Tuyến Biwako) của công ty Đường sắt Tây Nhật Bản ở thành phố Kusatsu, tỉnh Shiga, Nhật Bản.

## Bố trí nhà ga

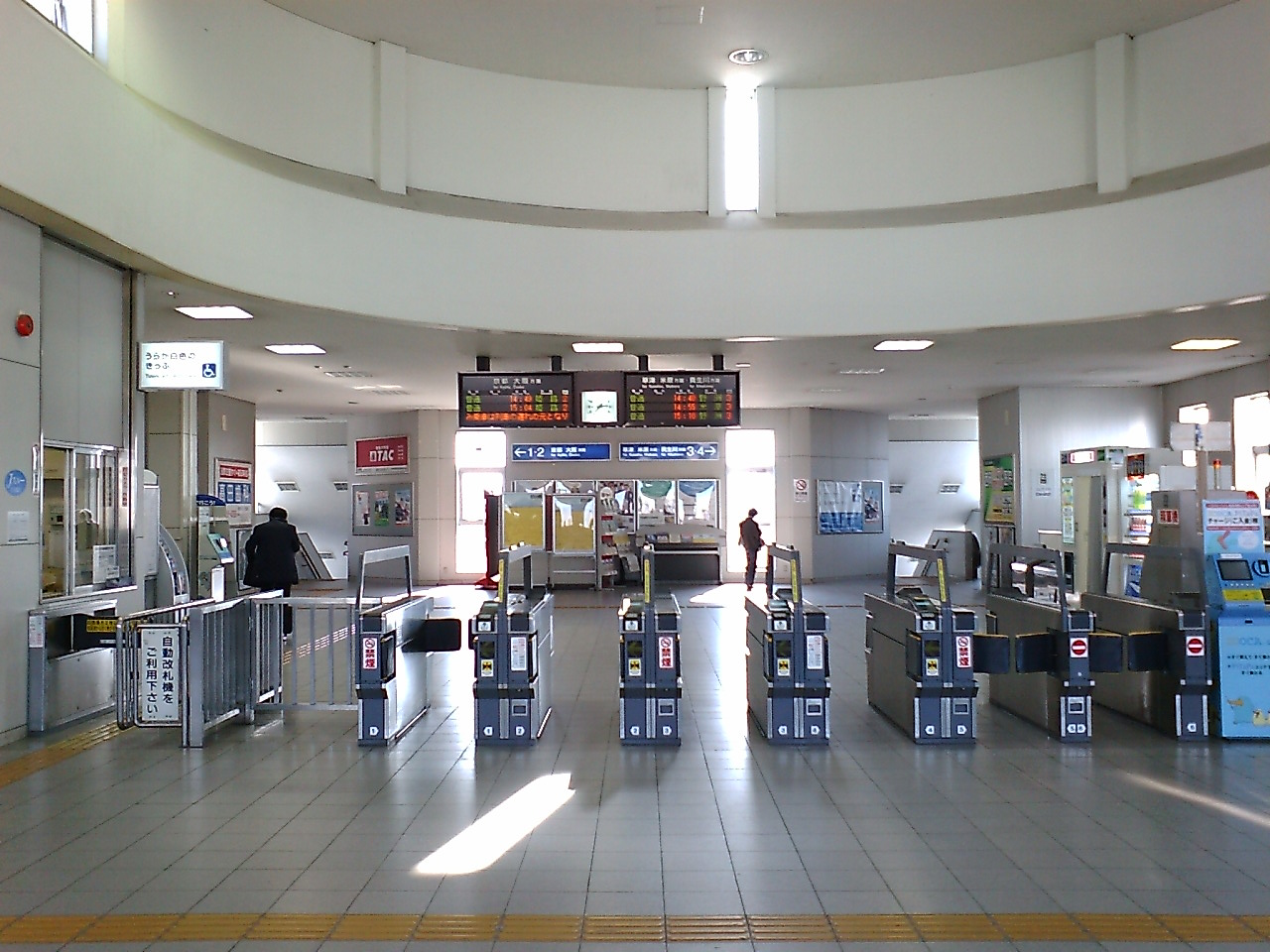
Cửa soát vé ga Minami-Kusatsu, tháng 2 năm 2007

| 1 | ■ Tuyến Biwako | cho Tokyo và Osaka ̣(một phần)                                             |
| 2 | ■ Tuyến Biwako | cho Kyōto và Ōsaka                                                        |
| 3 | ■ Tuyến Biwako | cho Kusatsu và Maibara                                                    |
| 4 | ■ Tuyến Biwako | cho Kusatsu và Maibara (một phần) (Tuyến Kusatsu) cho Kusatsu và Kibukawa |

## Vùng chung quanh
- Khách sạn Urban Minami Kusatsu(アーバンホテル南草津)
- Toyoko Inn [ja] Minami Kusatsu
- Ngân hàng Kyoto Chuo Shinkin [ja] Chi nhánh Minami Kusatsu
- Chi nhánh Minami Kusatsu của Ngân hàng Kyoto [ja]
- Chi nhánh Minami Kusatsu của Ngân hàng Shiga Chuo Shinkin [ja]
- Heiwado [ja] Friend Mart
- Aeon Mall Kusatsu [ja]
- Nipro [ja]
- Bệnh viện đa khoa Kusatsu [ja]
- Trường trung học cơ sở / trung học Công giáo Kosen [ja]
- FeriE Minami-Kusatsu [ja]
- Cửa hàng Seiyu (siêu thị) [ja] Minami Kusatsu
- Đại học Ritsumeikan Cơ sở Biwako / Kusatsu
- Đại học Y khoa Shiga [ja]
- Trường trung học Tamagawa tỉnh Shiga [ja]

## Các ga liền kề
| «                                  | «            | Dịch vụ        | »            | »            |
| Tuyến Biwako                       | Tuyến Biwako | Tuyến Biwako   | Tuyến Biwako | Tuyến Biwako |
| ---------------------------------- | ------------ | -------------- | ------------ | ------------ |
| Dịch vụ hạn chế "Hida": không dừng |              |                |              |              |
| Kusatsu                            |              | Địa phương     |              | Seta         |
| Kusatsu                            |              | Nhanh đặc biệt |              | Ishiyama     |